# Agrochira londti
Agrochira londti är en tvåvingeart som beskrevs av Ian David Whittington 2003. Agrochira londti ingår i släktet Agrochira och familjen bredmunsflugor.
Artens utbredningsområde är Swaziland. Inga underarter finns listade i Catalogue of Life.